# ORP Orzeł

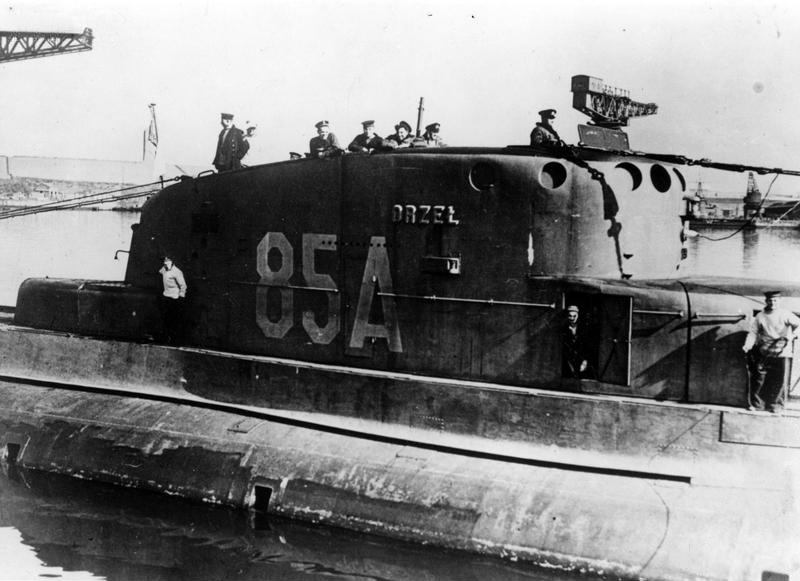
Orzels torn

ORP Orzeł (polska för Örnen) var en polsk ubåt som deltog i andra världskriget. Orzel internerades i Estland efter att andra världskriget brutit ut, men besättningen och ubåten undkom till Storbritannien, och orsakade därigenom Orzelincidenten. Orzel tjänstgjorde senare i den brittiska flottan, och deltog i Operation Weserübung, där hon 8 april 1940 sänkte det tyska fartyget Rio de Janeiro.  Ubåten med besättning försvann i Nordsjön månadsskiftet maj / juni samma år.